# Conus bandanus
Conus bandanus é uma espécie de gastrópode do gênero Conus, pertencente à família Conidae.

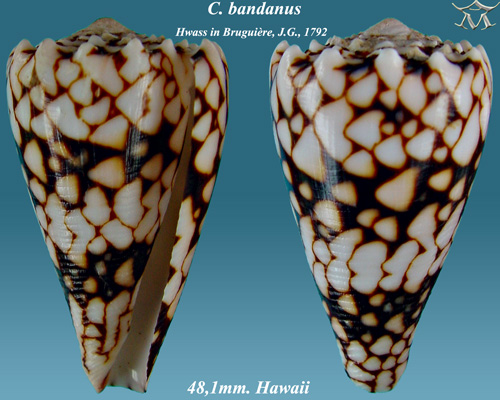
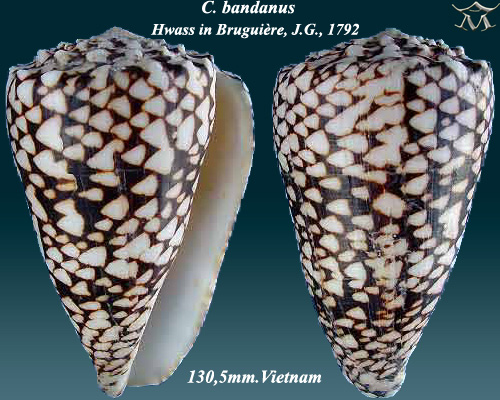